# Портрет Александра Петровича Урусова
«Портрет Александра Петровича Урусова» — картина Джорджа Доу и его мастерской из Военной галереи Зимнего дворца.
Картина представляет собой погрудный портрет генерал-майора князя Александра Петровича Урусова из состава Военной галереи Зимнего дворца.
К началу Отечественной войны 1812 года генерал-майор Урусов был в отставке, после начала вторжения Наполеона был принят в армию и командовал пехотной бригадой в 4-м пехотном корпусе, отличился в боях под Вязьмой и во время преследования разбитых французов. В Заграничных походах 1813 и 1814 годов командовал 8-й пехотной дивизией, отличился в сражениях при Бауцене и Лейпциге. Во время боёв во Франции в одной из стычек был тяжело ранен и захвачен французами в плен, освобождён по окончании военных действий.
Изображён в генеральском мундире, введённом для пехотных генералов 7 мая 1817 года — этот мундир изображён ошибочно, поскольку Урусов по окончании Заграничных походов вновь вышел в отставку и носил мундир старого образца. Слева на груди звезда ордена Св. Анны 1-й степени; на шее крест ордена Святого Владимира 3-й степени; по борту мундира крест прусского ордена Красного орла 2-й степени; справа на груди серебряная медаль «В память Отечественной войны 1812 года» на Андреевской ленте и бронзовая дворянская медаль «В память Отечественной войны 1812 года» на Владимирской ленте. Подпись на раме: Князь А. П. Урусовъ, Генералъ Маiоръ.
7 августа 1820 года князь Урусов был включён в список «генералов, заслуживающих быть написанными в галерею» и 19 мая 1822 года император Александр I приказал написать его портрет. Поскольку Урусов в отставке постоянно проживал в Москве и из-за ран не мог приехать в Санкт-Петербург, то, по предположению хранителя британской живописи в Эрмитаже Е. П. Ренне (при этом она ссылается на статью В. К. Макарова о Доу), при написании галерейного портрета Доу, вероятно, пользовался присланным ему портретом Урусова работы В. А. Тропинина. Гонорар Доу был выплачен 25 апреля 1823 года и 29 декабря 1824 года. Готовый портрет был принят в Эрмитаж 7 сентября 1825 года. Современное местонахождение возможного портрета-прототипа не установлено.